# Weissmies
Das Weissmies ist ein 4013 m ü. M. hoher Berg der Walliser Alpen in der Schweiz. Auf der dem Saastal zugewandten Seite ist der Berg vergletschert, während auf der Ost- und Südseite Felsflanken das Bild dominieren. Talorte sind Saas-Grund sowie Saas-Almagell.
Die Erstbesteigung wurde Ende August 1855 durch den Zürcher Jakob Christian Heusser und den Notar Peter Joseph Zurbriggen aus dem Kanton Wallis unternommen. Ausgangspunkt war die Almageller Alp.
Das Weissmies hat seinen Namen von der Dialektform «Mies», was so viel bedeutet wie «Moos». Weissmies heisst also «weisses Moos» und ist ein Neutrum.
Die Mehrzahl der Besteigungen erfolgt über die beiden Normalwege: Von Hohsaas (3140 m) oder den Weissmieshütten (2726 m) oberhalb des Saastals über den spaltenreichen Triftgletscher, die Nordwestflanke und den oberen Westgrat (Triftgrat) in 3½–4 Stunden oder von der Almagellerhütte (2896 m) über den Zwischbergenpass (3271 m) und den Südgrat mit einem Zeitaufwand von 4–5 Stunden.